# Chez Maupassant
Pour les articles homonymes, voir Guy de Maupassant (homonymie).
 (mai 2011).
Si vous disposez d'ouvrages ou d'articles de référence ou si vous connaissez des sites web de qualité traitant du thème abordé ici, merci de compléter l'article en donnant les références utiles à sa vérifiabilité et en les liant à la section « Notes et références ».
Chez Maupassant est une série télévisée française en 12 épisodes de 60 minutes et 12 épisodes de 30 minutes proposée par Gérard Jourd'hui et Gaëlle Girre et diffusée entre le 6 mars 2007 et le 18 mai 2011 sur France 2.

## Synopsis
Cette série est une anthologie télévisuelle basée sur l'adaptation de quelques-uns des 300 textes écrits par Guy de Maupassant.

## Épisodes
| Première saison (2007)  | Première saison (2007) | Première saison (2007)        | Première saison (2007) | Première saison (2007)                                                        | Première saison (2007) |
| 1re date de diffusion   | no                     | Nom de l'épisode              | Réalisateur            | Principaux acteurs                                                            | Durée                  |
| ----------------------- | ---------------------- | ----------------------------- | ---------------------- | ----------------------------------------------------------------------------- | ---------------------- |
| 6 mars 2007             | 1 (1-1)                | Histoire d'une fille de ferme | Denis Malleval         | Olivier Marchal Marie Kremer                                                  | 60 min                 |
| 6 mars 2007             | 2 (1-2)                | La Parure                     | Claude Chabrol         | Cécile de France Thomas Chabrol                                               | 30 min                 |
| 13 mars 2007            | 3 (1-3)                | L'Héritage                    | Laurent Heynemann      | Eddy Mitchell Chloé Lambert                                                   | 60 min                 |
| 13 mars 2007            | 4 (1-4)                | Deux amis                     | Gérard Jourd'hui       | Philippe Torreton Bruno Putzulu                                               | 30 min                 |
| 20 mars 2007            | 5 (1-5)                | Le Père Amable                | Olivier Schatzky       | Fred Ulysse Céline Sallette Manuel Le Lièvre                                  | 60 min                 |
| 20 mars 2007            | 6 (1-6)                | Hautot père et fils           | Marc Rivière           | Jean Rochefort Julien Rochefort                                               | 30 min                 |
| 27 mars 2007            | 7 (1-7)                | Miss Harriet                  | Jacques Rouffio        | Jérémie Renier Laure Killing                                                  | 60 min                 |
| 27 mars 2007            | 8 (1-8)                | Toine                         | Jacques Santamaria     | Joël Demarty Anne Plumet Jean Dell                                            | 30 min                 |
| Deuxième saison (2008)  |                        |                               |                        |                                                                               |                        |
| Date de diffusion       | no                     | Nom de l'épisode              | Réalisateur            | Principaux acteurs                                                            | Durée                  |
| 4 mars 2008             | 9 (2-1)                | Le Rosier de Madame Husson    | Denis Malleval         | Marie-Anne Chazel Julien Cottereau                                            | 60 min                 |
| 4 mars 2008             | 10 (2-2)               | L'Ami Joseph                  | Gérard Jourd'hui       | Régis Laspalès Évelyne Bouix                                                  | 30 min                 |
| 11 mars 2008            | 11 (2-3)               | Aux champs                    | Olivier Schatzky       | Marianne Basler Guillaume Gouix                                               | 60 min                 |
| 11 mars 2008            | 12 (2-4)               | Le Petit Fût                  | Claude Chabrol         | Tsilla Chelton François Berléand                                              | 30 min                 |
| 18 mars 2008            | 13 (2-5)               | Ce cochon de Morin            | Laurent Heynemann      | Julien Boisselier Didier Bénureau                                             | 60 min                 |
| 18 mars 2008            | 14 (2-6)               | Une soirée                    | Philippe Monnier       | Thierry Frémont Clément Sibony                                                | 30 min                 |
| 25 mars 2008            | 15 (2-7)               | La Chambre 11                 | Jacques Santamaria     | Clotilde Courau Vincent Martinez Laurent Gerra Christophe Hondelatte          | 60 min                 |
| 25 mars 2008            | 16 (2-8)               | Au bord du lit                | Jean-Daniel Verhaeghe  | Françoise Gillard Denis Podalydès                                             | 30 min                 |
| Troisième saison (2011) |                        |                               |                        |                                                                               |                        |
| Date de diffusion       | no                     | Nom de l'épisode              | Réalisateur            | Principaux acteurs                                                            | Durée                  |
| 27 avril 2011           | 17 (3-1)               | Boule de suif                 | Philippe Bérenger      | Marilou Berry Daniel Russo Sandrine Dumas                                     | 60 min                 |
| 27 avril 2011           | 18 (3-2)               | Mon oncle Sosthène            | Gérard Jourd'hui       | Jean-Pierre Marielle Laurent Stocker Annie Grégorio Robert Hirsch Roger Dumas | 30 min                 |
| 4 mai 2011              | 19 (3-3)               | Yvette                        | Olivier Schatzky       | Anne Parillaud Ana Girardot Félicien Juttner Benoît Tachoires Sophie Artur    | 60 min                 |
| 4 mai 2011              | 20 (3-4)               | Le Cas de madame Luneau       | Philippe Bérenger      | Julie Ferrier Judith Henry Philippe Chevallier                                | 30 min                 |
| 11 mai 2011             | 21 (3-5)               | L'Assassin                    | Laurent Heynemann      | Pierre Palmade Arthur Jugnot Michel Vuillermoz Aurore Auteuil                 | 60 min                 |
| 11 mai 2011             | 22 (3-6)               | En famille                    | Denis Malleval         | Marie-Anne Chazel Bruno Lochet Françoise Bertin Jean-Marie Frin               | 30 min                 |
| 18 mai 2011             | 23 (3-7)               | Une partie de campagne        | Jean-Daniel Verhaeghe  | Cristiana Reali Patrick Chesnais Pauline Acquart Abraham Belaga               | 60 min                 |
| 18 mai 2011             | 24 (3-8)               | Le Vieux                      | Jacques Santamaria     | Dominique de Lacoste Francis Perrin Jean Pommier Gérard Rinaldi               | 30 min                 |

## Commentaires
Cette série a bénéficié d'un format original. Les nouvelles les plus denses de l'écrivain ont ainsi fait l'objet de téléfilms de 60 minutes alors que les plus brèves ont été adaptées sous forme de téléfilms de 30 minutes. 
Parmi les réalisateurs à qui ces adaptations ont été confiées, on retrouve Claude Chabrol, Jacques Rouffio, Denis Malleval et Laurent Heynemann. En ce qui concerne l’écriture, les producteurs ont notamment fait appel au romancier Philippe Claudel et au cinéaste Jean-Charles Tacchella. 
Au-delà de la diffusion des premiers épisodes, huit autres ont suivi à compter du 4 mars 2008.
Une série dérivée intitulée Contes et nouvelles du XIXe siècle a été diffusée en 2009 (pour la première saison) et en 2010 (pour la deuxième), adaptant cette fois sur le même principe — et souvent avec les mêmes équipes — d'autres auteurs que celui de Boule de Suif. 
Une saison 3 de Chez Maupassant a par ailleurs été diffusée sur les écrans français à partir du mois d'avril 2011.

## Diffusion à l'étranger
- La série est diffusée aux États-Unis et en Amérique latine sur Eurochannel.

## Récompense
- 2008 : Prix du public du meilleur téléfilm de l'année 2007/2008, décerné par TV Hebdo, dans le cadre du Festival de la fiction TV de La Rochelle[1].